# Jan Karel Jáchym Slavata z Chlumu a Košumberka
Jan Karel Jáchym Slavata z Chlumu a Košumberka (1640 nebo 13. ledna 1641 – 21. července 1712 Řím), řeholním jménem Karel Felix od svaté Terezie, latinsky Carolus Felix a Sancta Teresia byl český šlechtic, poslední mužský člen rodu Slavatů a v letech 1680–1683 generální představený řádu bosých karmelitánů.

## Původ a život

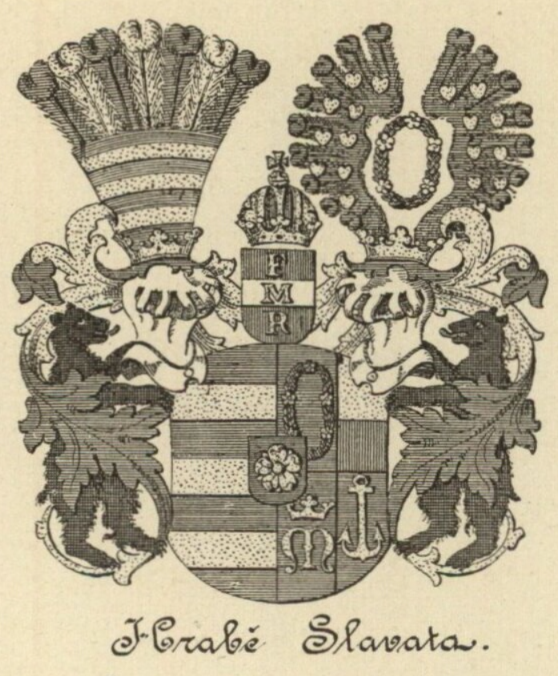
Rodový erb

Narodil se jako poslední syn Jáchyma Oldřicha Slavaty z Chlumu a Košumberka (1606–1645) a jeho manželky Marie Františky z Meggau (1609–1676). Jeho starší bratři se prosadili v zemské správě, Ferdinand Vilém zastával úřad nejvyššího dvorského sudího Českého království, zatímco Jan Jiří Jáchym byl nejvyšším zemským sudím a posléze nejvyšším hofmistrem Českého království.
Dostalo se mu dobrého vzdělání. V dětství se v letech 1648–1654 vzdělával na jezuitském gymnáziu v Jindřichově Hradci. V letech 1654–1657 byl vychováván spolu s budoucím císařem Leopoldem I., se kterým si i v pozdějším věku dopisoval a podporoval ho. Ke dvoru se dostal díky své matce, která tam působila jako hofmistryně. Češtinu však zapomněl nebo se česky nikdy nenaučil. V roce 1658 se zapsal ke studiu filozofie na univerzitě v Ingolstadtu v Bavorsku a zůstal tam asi rok. V listopadu 1659 se zapsal na práva na univerzitě v Lovani v Habsburském Nizozemí.
Zasnoubil se s Klárou z Attems, ale zásnuby byly zrušeny. Na počátku 60. let 17. století se rozhodl pro církevní dráhu. Během kavalírské cesty do Itálie vstoupil do žebravého řádu bosých karmelitánů. V roce 1663 složil slavné sliby a byl vysvěcen na kněze. Působil v konventech Santa Maria della Scala a Trastevere (Zatibeří) v Římě a Santi Silvestro e Teresa v Caprarole. V roce 1668 žil s devíti karmelitány v nově otevřené poustevně Montevirginio nedaleko Říma. Poskytl finanční prostředky, které zajistil od matky, na dostavbu tamější kaple sv. Karla Boromejského.
V roce 1671 se stal představeným kláštera bosých karmelitánů na Malé Straně a později také ve Vídni. Osmkrát byl generální kapitulou zvolen do nejvyšších řádových funkcí, což bylo ojedinělé. Funkční období bylo tříleté. Stal se generálním prokurátorem (1674–1677, 1677–1680, 1692–1695, 1698–1701), který zastupoval řád u papežské kurie, a jedním z generálních definitorů (1689–1692, 1701–1704, 1707–1710), to znamená bezprostřední poradce generálního představeného. V letech 1680–1683 byl dokonce jako první Čech generálním představeným (generálním proboštem) celého řádu.
Jako řádový funkcionář cestoval, setkal se dokonce s francouzským králem Ludvíkem XIV. (vládl 1643–1715). Navštívil Jindřichův Hradec, kde františkánskému klášteru věnoval ostatky sv. Theodora, a v roce 1682 Telč. V Praze oddal svou neteř Marii Josefu Slavatovou s Heřmanem Jakubem Černínem z Chudenic. Po smrti posledního bratra Františka Leopolda Viléma v roce 1691 se vzdal dědictví.
Zemřel 21. července 1712 v Římě ve věku 71 let a byl pochován v tamějším kostele sv. Pankráce. Byl ultimus familiae (poslední z rodu), jím vymřel rod Slavatů po meči.

## Legenda o vstupu do řádu

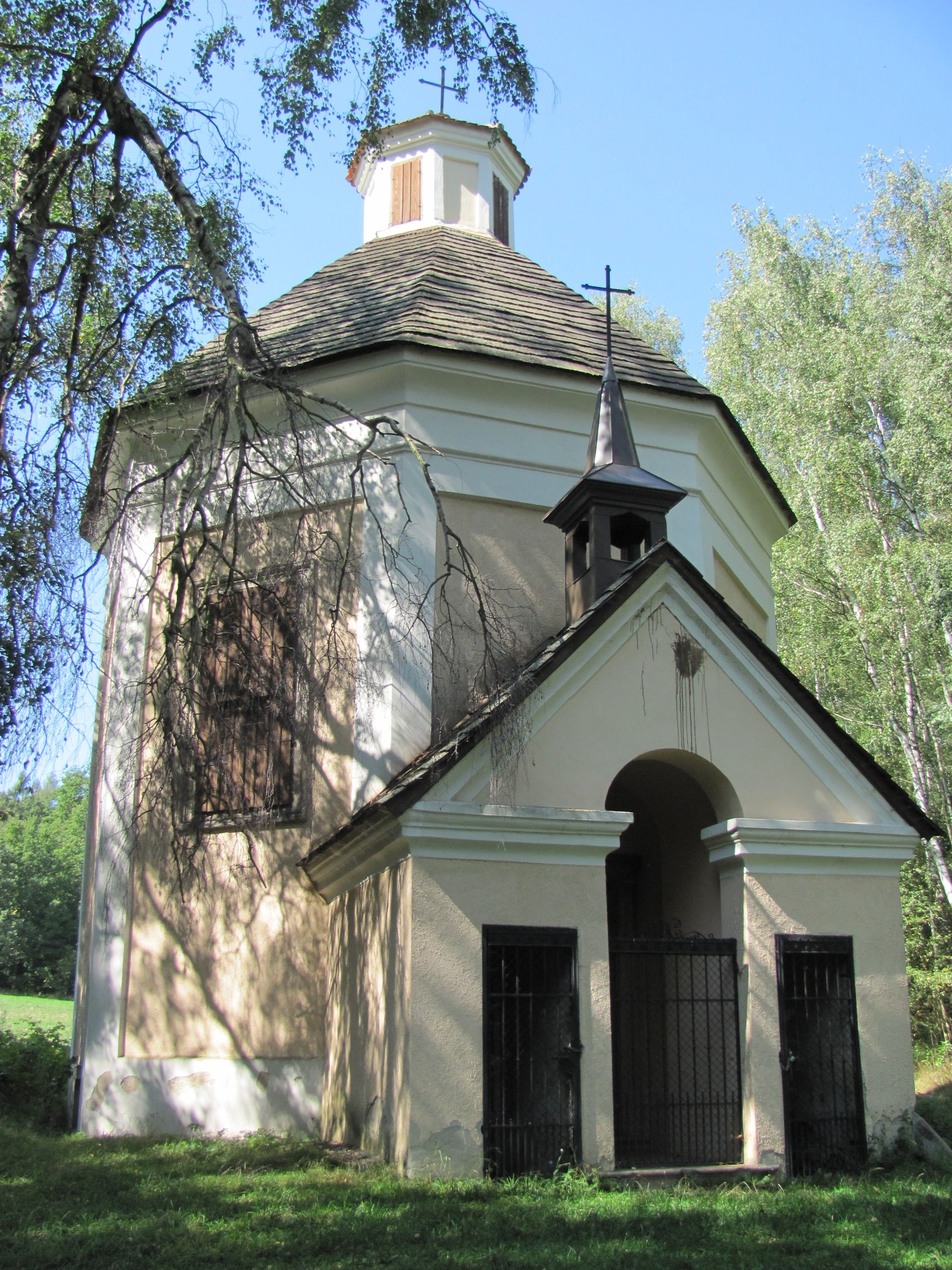
Kaple sv. Karla Boromejského postavená nad vlčí jámou

Jan Karel Jáchym se měl oženit s Klárou Terezií z Attems, avšak po zásnubách uspořádal 13. října 1662 v lesích okolo Telče hon. Spadl z koně, zabloudil a spadl do vlčí jámy, jak se tehdy říkalo dírám po důlní činnosti. Jiné verze tvrdí, že to byla past na vlky. Nedařilo se mu vyšplhat, jeho volání nikdo z družiny neslyšel, proto se modlil k Panně Marii a slíbil, že pokud bude zachráněn, vstoupí do kláštera řádu, jehož mnicha potká jako prvního. Ráno ho prochladlého našli. Zrušil zásnuby a stal se karmelitánem. Na místě mezi Telčí a Vanovem, kde šlechtic prožil bezesnou noc, nechala jeho matka v roce 1663 postavit osmibokou kapli svatého Karla Boromejského. Zajímavostí kaple je, že dva menší vchody vedou do krypty, kde je pietně zachována obezděná vlčí jáma. Klenbu kaple pokrývá freska, která představuje scénu šlechtice ve společnosti své snoubenky, dále jeho pád z bílého koně, modlitbu v jámě a nakonec scénu venkovanů tahajících šlechtice z jámy. Nad nimi uprostřed se vznáší Panna Marie. Protože byl Jan Karel Jáchym posledním mužským příslušníkem rodu, mohl od papeže získat dispens a pokusit se zplodit potomka, on však tvrdošíjně odmítl. Asi by byla změna pro padesátiletého mnicha příliš radikální. Údajně prohlásil: „Když rod Slavatů vymře, svět přece nezahyne.“
Příběh je sice líbivý, ale asi ne zcela pravdivý. Podle korespondence se rozhodl vstoupit do řádu už v březnu 1661. Navíc se dochovala jím psaná listina, kde zmiňuje pád do jámy v lese, ale už 13. října 1653, když mu bylo 13 let. O slibu stát se řeholníkem zmínka chybí. Také teorie, že opravdu takový slib učinil a rodiče ho odmítli respektovat a zasnoubili ho, se nejeví jako správná, protože byl čtvrtým synem a pro mladší potomky byla většinou určena církevní dráha. Příběh má příliš mnoho otazníků.

## Vyobrazení
Na zámku v Jindřichově Hradci je vystavena dvojice barokních obrazů, z nichž první představuje Jana Karla Jáchyma Slavatu v divadelním kostýmu trojského prince Parida, který drží podobiznou snoubenky v ruce. Druhý obraz zpodobňuje jeho snoubenku Kláru z Attems v kostýmu bohyně lovu Diany.
V Jindřichově Hradci se nachází také olejomalba (inv. číslo 581), která znázorňuje mladého Jana Karla Jáchyma před jeho vstupem do řádu. Je oděn do zdobeného světského roucha s výrazým krajkovým límcem a bohatě nabíranými rukávy. Symboly ukryté na obraze jsou dobře čitelné. Vlevo dole jsou namalovány přilba a štít se slavatovským erbem – odznaky šlechtického stavbu a rodové důstojnosti, kterých se šlechtic gestem své pravé ruky zříká. Zatímco levou rukou poukazuje na krucifix, na svou další životní dráhu v řádu.
V portrétní galerii generalátu bosých karmelitánů v Římě visí podobizna Jana Karla Jáchyma, tehdy už otce Karla Felixe od sv. Terezie jako generálního převora řádu.